# Estádio Municipal Álvarez Claro
O Estádio Álvarez Claro é o estádio da UD Melilla, na cidade de Melilha, Espanha.

## História
Foi inaugurado o 29 de setembro de 1945, por Rafael Álvarez Claro, Prefeito de Melilla, procurador nos Cortes Gerais, presidente da União Desportiva Melilla na temporada de 1947-48 e mais tarde presidente de honra,  com o que a equipa ascendeu a Segunda Divisão na temporada 1949-50.

## Descrição
Tem uma capacidade para 10 000 espectadores. Suas dimensões são de 106m x 65m.

## Equipas importantes que têm passado pelo Estádio
- Atlético de Madrid: Visitou o Estádio no ano 1945 com motivo de sua inauguração, o partido foi contra a UD Melilla.
- Athletic Clube: O Athletic visitou a cidade de Melilla no ano 1999 para enfrentar-se à UD Melilla em Copa do Rei com a que a ida ficou 2-2 e a volta em San Mamés 3-2.
- Selecção Espanhola de Futebol Sub-21: A Selecção Sub-21 treinada por Luis Milha visitou o Estádio o 10 de novembro de 2011, o partido era contra a Selecção de futebol de Estónia Sub-21. O partido terminou com goleada de 6-0 (3 de Rodrigo, Isco, Vázquez e Sarabia). A Selecção chegou a Melilla com jogadores importantíssimos como David de Gea, Thiago Alcántara, Isco, Pablo Sarabia, Iker Muniain...
- Levante UD: Visitou o Estádio o 1 de novembro de 2012 para enfrentar-se à UD Melilla em Copa do Rei. O partido terminou com 1-0 em prol de a UD Melilla, foi a surpresa da equipa da Segunda Divisão B de Espanha nos dieciseisavos de final da Copa do Rei.
- Real Madri CF: Visitou o campo melillense por motivo da ida dos dieciseisavos de final da Copa do Rei (temporada 2018-19) com vitória da equipa madrilena por 0-4.
- Atlético Chumbera: jogou o antigo troféu "Elena Nito Do Bosque"

## Eventos importantes
- Copa da Rainha de Futebol 2015: Em maio de 2015 jogaram-se as semifinais Atlético de Madri Féminas - Sporting Clube de Huelva e FC Barcelona Feminino - Valencia Féminas Clube de Futebol. A final foi o 17 de maio e o resultado final foi Sporting Clube de Huelva 2-1 Valencia Féminas Clube de Futebol. Nesse dia a equipa onubense conseguiu acrescentar a sua palmarés pela primeira vez em sua história a Copa da Rainha de Futebol.